# Astragalus barboides
Astragalus barboides är en ärtväxtart som beskrevs av Zarre och Hayri Duman. Astragalus barboides ingår i släktet vedlar, och familjen ärtväxter. Inga underarter finns listade i Catalogue of Life.